# Discographie de White Lies

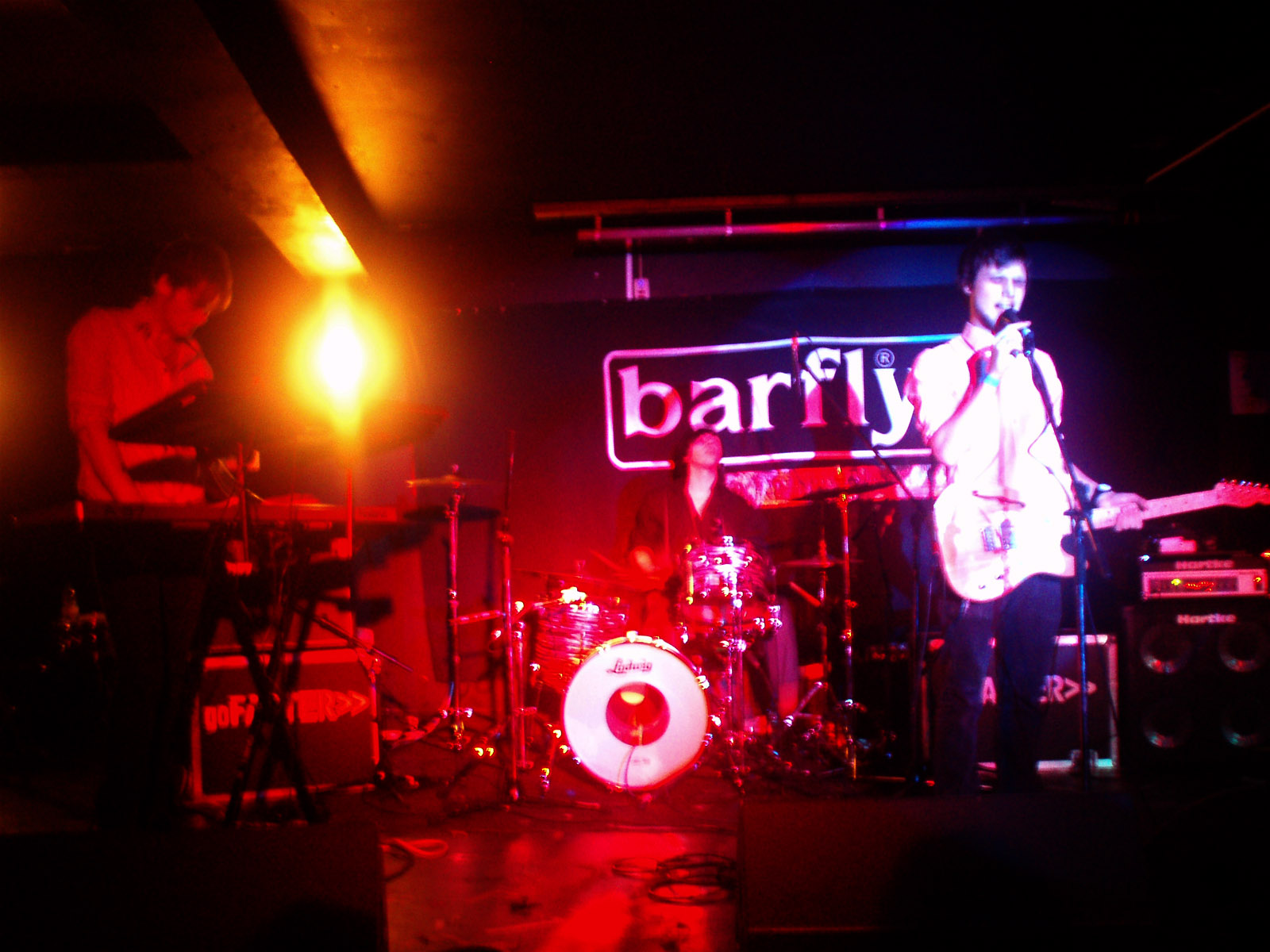
White Lies en concert à Brighton début 2008

La discographie de White Lies, groupe de rock indépendant basé à Londres, est constituée d'un album studio, un EP, et quatre singles. Anciennement connu sous le nom de Fear of Flying, le groupe a été formé à Ealing, à l'Ouest de Londres, alors que les deux membres fondateurs, Charles Cave et Jack Lawrence-Brown, étaient tous les deux à l'école. Harry McVeigh rejoignit le groupe en 2004. Ils commencèrent comme un "projet de week-end", avant de sortir deux vinyles 7" : "Routemaster/Round Three" et "Three's a Crowd/Forget-Me-Nots".
White Lies a sorti en premier un court EP, nommé Unfinished Business. Ce disque contenait seulement deux morceaux, et, comme il était limité à 500 exemplaires, n'est pas rentré dans les charts du Royaume-Uni. Ils firent leurs débuts à la télévision dans Later... with Jools Holland en Mai 2008, où ils jouèrent "Unfinished Business" et "Death", qui fut sorti en single plus tard dans l'année. Ce single atteignit la 54e place au Royaume-Uni. Le second single du groupe, "To Lose My Life" est sorti en janvier 2009, et a été leur premier single à entrer dans le top 40 des UK Singles Chart, étant à la 34e place. 
To Lose My Life..., le premier album du groupe, sortit une semaine plus tard. Ce fut un succès commercial, il entra à la première place dans le Uk Albums Chart. Ce fut le premier album (musique) de 2009 à en faire autant. L'album est aussi entré dans les charts en Irlande (22e place) et en Pays-Bas (31e place). Un troisième single tiré de l'album, "Farewell to the Fairground", est sorti le 23 mars 2009. C'est le single du groupe qui a eu le plus de succès pour l'instant, il atteignit la 33e place au Royaume-Uni, et resta 8 semaines dans les charts. "Death" a été re-sortie en single le 29 juin 2009. Un vidéoclip a été réalisé pour l'occasion pour cette chanson (Crystal Castles Remix).

## Albums
| Année | Album                                                         | Plus haute place dans les charts | Plus haute place dans les charts | Plus haute place dans les charts | Plus haute place dans les charts | Plus haute place dans les charts | Plus haute place dans les charts | Plus haute place dans les charts | Plus haute place dans les charts |
| Année | Album                                                         | UK                               | Norvège                          | Irish Albums Chart               | Italie                           | Pays-Bas                         | Suisse                           | France                           | U.S.                             |
| ----- | ------------------------------------------------------------- | -------------------------------- | -------------------------------- | -------------------------------- | -------------------------------- | -------------------------------- | -------------------------------- | -------------------------------- | -------------------------------- |
| 2009  | To Lose My Life... - Sortie: 19 janvier 2009 - Label: Fiction | 1                                | 22                               | 23                               | 37                               | 31                               | 73                               | 119                              | 146                              |
| 2011  | Ritual - Sortie: 17 janvier 2011 - Label: Fiction             | 3                                | -                                | -                                | -                                | -                                | -                                | 123                              | -                                |
| 2013  | Big TV                                                        |                                  |                                  |                                  |                                  |                                  |                                  |                                  |                                  |
| 2016  | Friends                                                       |                                  |                                  |                                  |                                  |                                  |                                  |                                  |                                  |
| 2019  | Five                                                          |                                  |                                  |                                  |                                  |                                  |                                  |                                  |                                  |
| 2022  | As I Try Not to Fall Apart                                    |                                  |                                  |                                  |                                  |                                  |                                  |                                  |                                  |

## EP
| Année | Description                                                     |
| ----- | --------------------------------------------------------------- |
| 2008  | Unfinished Business - Sortie: 28 avril 2008 - Label: Chess Club |

| Année | Description                                            |
| ----- | ------------------------------------------------------ |
| 2010  | The Remixes - Sortie: 17th Avril 2010 - Label: Fiction |

## Vidéo-clips
| Année | Titre                           | Réalisateur(s)  |
| ----- | ------------------------------- | --------------- |
| 2008  | "Unfinished Business"           | Simon Green     |
| 2008  | "Death"                         | Andreas Nilsson |
| 2009  | "To Lose My Life"               | Andreas Nilsson |
| 2009  | "Farewell to the Fairground"    | Andreas Nilsson |
| 2009  | "Death" (Crystal Castles Remix) | Andreas Nilsson |